# 藏蒲公英
藏蒲公英（学名：Taraxacum tibetanum）为菊科蒲公英属的植物。分布于锡金、不丹以及中国大陆的云南、四川、青海、西藏等地，生长于海拔3,600米至5,300米的地区，多生在台地、山坡草地以及河边草地上，目前尚未由人工引种栽培。

## 别名
西藏蒲公英（西藏植物志）